# Adam Hamilton (Organist)
Adam Hamilton (* 1820 in Edinburgh; † 1907) war ein englischer Organist, Dirigent, Bratschist und Komponist.
Hamilton studierte vier Jahre bei Friedrich Schneider in Dessau. Ab 1847 war er Dirigent der Edinburgh Harmonic Society, außerdem von 1866 bis 1883 Dirigent der Edinburgh Choral Union. Als Organist gab er Konzerte an der von seinem Bruder David Hamilton erbauten Orgel der St. John's Chapel. Er war mit einer Tochter Karl Drechslers verheiratet, mit der er drei Töchter, die Geigerinnen Bertha Drechsler Adamson und Emmy Drechsler Hamilton und die Pianistin Lucie Drechsler Hamilton, und einen Sohn, den Musiker Carl Drechsler-Hamilton hatte.